# Четири магичне сестре
Четири магичне сестре је немачко-аустријско-белгијско-италијански научно фантастичан филм из 2020. године у режији Свена Унтервалта са Хедом Ерлебах, Лилит Јули Јона, Лајлом Падоцке, Леонор фон Берг и Катјом Риман. Хортенс Улрих је написала сценарио, заснован на серији књига Шеридан Вин, сестре Спрајт . Премијера је била 5. маја. јануара 2020. у Матхесер-Филмпаласт у Минхену , немачко и аустријско приказивање у биоскопима 9. јануара. јануар 2020.  

## Радња и референце
Флејм, Марина, Флора и Скај су четири сестре које имају магичне способности. Свака од њих је од свог деветог рођендана савладала један од четири елемента ватру, воду, земљу и ваздух. На свој девети рођендан, Скај, најмлађа од сестара, такође открива своје магичне способности. Међутим, овлашћења су им доступна само ако се не свађају.
Зла чаробница Гленда жели да искористи ову слабу тачку и покушава да забије клин између девојака како би за себе освојила моћ магичне руже ветрова. Сестре скоро прекасно схватају да морају да се држе заједно да би преживеле против Гленде.
1. ↑  „Frenetischer Applaus bei Deutschlandpremiere im Mathäser: Vier Schwestern verzaubern München” (на језику: немачки). 2020-01-06.
2. ↑  „Vier zauberhafte Schwestern”. Österreichisches Filminstitut (на језику: немачки).